# Groupe 527
Un groupe 527 (en anglais 527 group) est, aux États-Unis, un type d'organisation exemptée d'impôt. Ce nom provient du numéro d'un article du code fédéral des impôts aux Etats-Unis (section 26 U.S.C § 527- I.R.C). 
Ce type de structure est avant tout créée pour influencer la désignation, l'élection, la nomination ou la défaite de candidats dans les administrations publiques. Bien que les comités électoraux et les comités d'action politique (political action committee) soient constitués selon le Chapitre 527, le terme fait généralement référence aux organisations politiques qui ne sont pas contrôlées par la Commission électorale fédérale ou par une commission électorale d'un État. Ces organisations ne sont donc pas soumises aux mêmes limites de financement que les comités d'action politique.
La raison pour laquelle les groupes 527 ne sont pas contrôlés par la Commission électorale fédérale réside dans le fait qu'ils n'effectuent pas de dépenses pour favoriser directement l'élection ou la défaite de candidats à des postes fédéraux. Cependant, la limite entre militer pour une cause et militer pour un candidat est souvent floue. Elle est la source de nombreux procès et de débats passionnés. 
Beaucoup de groupes 527 sont dirigés par des groupes de pression et servent à récolter de l'argent pour financer des actions militantes pour une cause ou pour un sujet donné et mobiliser les électeurs. 
En avril 2004, la Commission électorale fédérale a organisé des auditions pour déterminer si les groupes 527 ne devaient pas être soumis aux règles de financement des campagnes électorales. Elle a finalement décidé que la loi ne couvrait pas les groupes 527, sauf pour ceux qui prennent part directement à l'élection ou à la défaite d'un candidat.
Parmi les groupes 527, on trouve des organisations comme MoveOn, l'Union internationale des employés des services, les Travailleurs unis de l'alimentation et du commerce, le Sierra Club. 